# Vláda Heinricha Lammasche

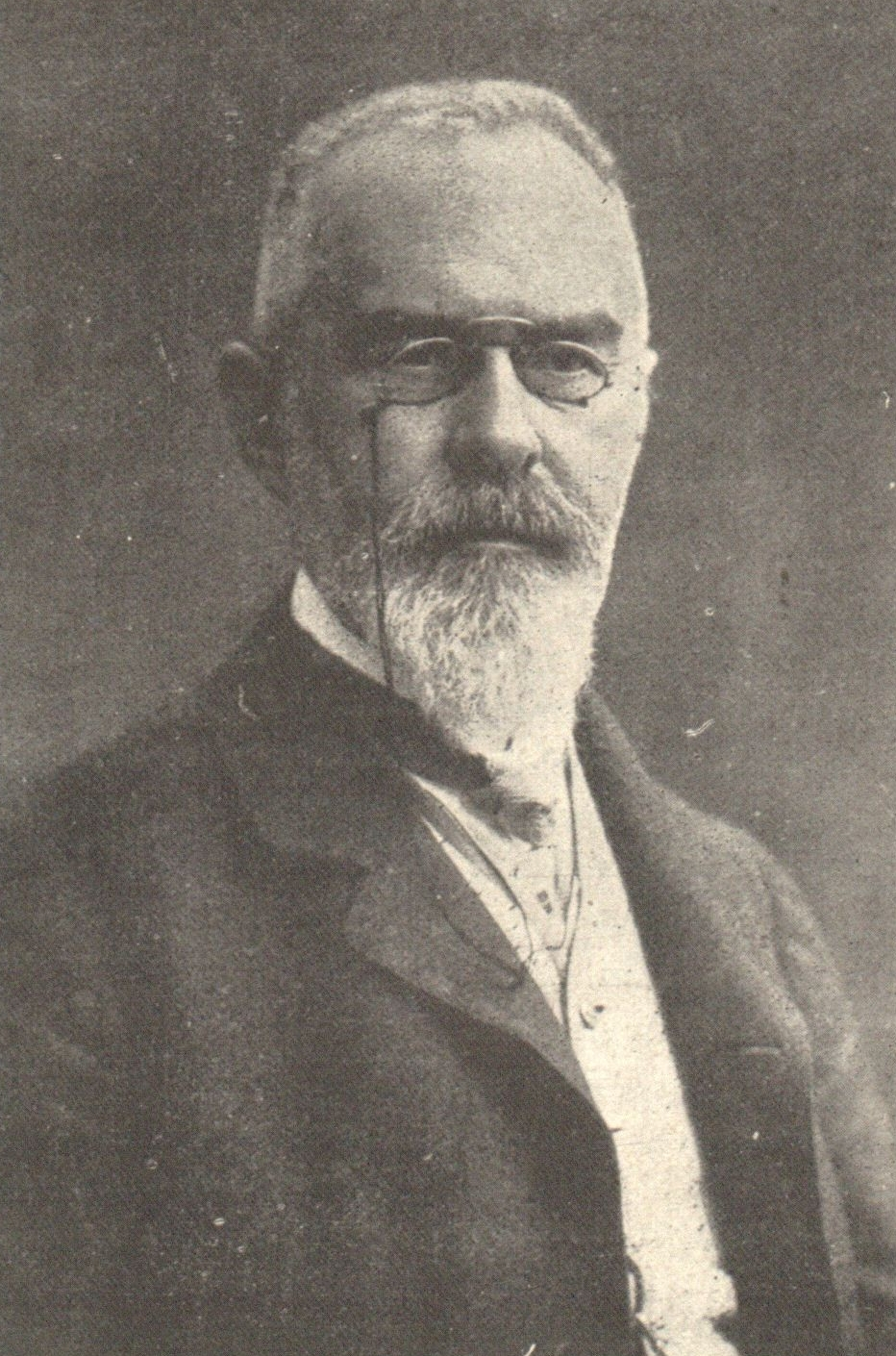
Ministerský předseda Heinrich Lammasch

Vláda Heinricha Lammasche byla poslední předlitavskou vládou, úřadující od 25. října 1918 (podle jiných zdrojů od 27. října 1918) do 30. října 1918 (podle jiných zdrojů do 11. listopadu 1918). Sestavil ji Heinrich Lammasch poté, co skončila předchozí vláda Maxe Hussarka.

## Dobové souvislosti a činnost vlády
Vláda Heinricha Lammasche nastoupila v situaci, kdy Rakousko-Uhersko i Německo již zahájily jednání s dohodovými mocnostmi o podmínkách příměří, čímž přiznaly neudržitelnost dalšího vojenského, ekonomického a politického setrvávání ve válečných operacích. V Rakousku-Uhersku naplno probíhal rozklad státní moci a jednotlivé neněmecké (a nemaďarské) národnosti stupňovaly své snahy po sebeurčení včetně státní samostatnosti. Císař Karel I. ohlásil 15. října záměr přetvoření Předlitavska ve federativní stát založený na etnických celcích. Pro tuto zamýšlenou reformu měla do čela státu nastoupit nová vláda, která by pak jednala s dohodovými mocnostmi.  Tou byl kabinet Heinricha Lammasche jmenovaný 25. října. Lammasch už byl jednou vybrán za možného předlitavského předsedu vlády, v roce 1917. Tehdy ale odmítl. Nyní pověření přijal a ihned zahájil jednání s cílem vytvořit vládu jako federativní střechový orgán složený ze zástupců jednotlivých národních rad reprezentujících národnosti Předlitavska. Na všech stranách byl ale odmítnut. Pokusil se mimochodem neúspěšně i o jednání s Karlem Kramářem coby významným českým politikem.
Dynamika událostí ale již probíhala mimo vliv vlády. 27. října Rakousko-Uhersko ústy svého ministra zahraničních věcí Gyuly Andrássyho přijalo americkou nótu včetně jejích podmínek ohledně práv Čechoslováků a Jihoslovanů. Následujícího dne došlo k vyhlášení československého státu. Analogicky se k samostatnosti posunuli i předlitavští Slovinci a Chorvati. Státní a vládní orgány tak ztrácely faktickou kontrolu nad velkou částí území monarchie. Počátkem listopadu 1918 pak vláda Heinricha Lammasche fakticky předala výkonnou moc i na území zbylého Rakouska představitelům vlády Karla Rennera (ustavená 30. října 1918) coby provizorní vlády Německého Rakouska. Formálně pak skončil Lammaschův kabinet 11. listopadu společně s abdikací císaře.

## Složení vlády
| Resort                              | Ministr                                | Fotografie | Nástup do funkce  | Konec funkce       |
| ----------------------------------- | -------------------------------------- | ---------- | ----------------- | ------------------ |
| ministerský předseda                | Heinrich Lammasch                      |            | 25. října 1918    | 11. listopadu 1918 |
| ministr vnitra                      | Edmund von Gayer                       |            | 25. října 1918    | 11. listopadu 1918 |
| ministr financí                     | Josef Redlich                          |            | 25. října 1918    | 11. listopadu 1918 |
| ministr kultu a vyučování           | Richard von Hampe                      |            | 25. října 1918    | 11. listopadu 1918 |
| ministr spravedlnosti               | Paul Vittorelli                        |            | 25. října 1918    | 11. listopadu 1918 |
| ministr obchodu                     | Friedrich von Wieser                   |            | 25. října 1918    | 11. listopadu 1918 |
| ministr zemědělství                 | Ernst Emanuel von Silva-Tarouca        |            | 25. října 1918    | 11. listopadu 1918 |
| ministr zeměbrany                   | Friedrich von Lehne (správce)          |            | 25. října 1918    | 11. listopadu 1918 |
| ministr železnic                    | Karl von Banhans                       |            | 25. října 1918    | 11. listopadu 1918 |
| ministr veřejných prací             | Emil von Homann                        |            | 25. října 1918    | 11. listopadu 1918 |
| ministr sociální péče               | Ignaz Seipel                           |            | 25. října 1918    | 11. listopadu 1918 |
| ministr zdravotnictví               | Ivan Horbaczewski                      |            | 25. října 1918    | 11. listopadu 1918 |
| ministr pro haličské záležitosti    | Kazimierz Gałecki                      |            | 25. října 1918    | 11. listopadu 1918 |
| společní ministři Rakouska-Uherska: |                                        |            |                   |                    |
| * ministr zahraničí                 | Gyula Andrássy                         |            | 25. října 1918    | 1. listopadu 1918  |
| * ministr zahraničí                 | Ludwig von Flotow                      |            | 2. listopadu 1918 | 11. listopadu 1918 |
| * ministr války                     | Rudolf Stöger-Steiner von Steinstätten |            | 25. října 1918    | 11. listopadu 1918 |
| * ministr financí                   | Alexander Spitzmüller                  |            | 25. října 1918    | 4. listopadu 1918  |
| * ministr financí                   | Paul Kuh-Chrobak                       |            | 4. listopadu 1918 | 11. listopadu 1918 |